# Love in the Dark (film 1922)
Love in the Dark  è un film muto del 1922 diretto da Harry Beaumont che ne fu anche produttore per la Metro Pictures Corporation. Di genere drammatico, aveva come interpreti Viola Dana, Cullen Landis, Arline Pretty, Bruce Guerin, Edward Connelly, Margaret Mann, John Harron, Charles West.

## Trama
I signori O'Brien, per prendersi cura di loro figlio Red, assumono l'orfana Mary Duffy. Ma, dovendo sfuggire alla polizia, abbandonano sia Red che la ragazza da soli. Non potendo vedere il marito Tim che di notte, la signora O'Brien viene investita e uccisa da un'automobile. Mary trova una nuova casa dagli Horton ma scopre che il figlio del dottor Horton, Robert, sta sottraendo dalla cassaforte i fondi per il soccorso europeo, denaro che sperpera giocando d'azzardo. La ragazza informa del furto Tim e lui accetta di recuperare il denaro, correndo però il rischio di venire catturato. Alla fine, l'uomo riesce a riunirsi al figlio e a Mary.

## Produzione
Il film fu prodotto dallo stesso regista Harry Beaumont per la Metro Pictures Corporation.

## Distribuzione
Il copyright del film, richiesto dalla Metro Pictures, fu registrato il 23 novembre 1922 con il numero LP18437.
Distribuito negli Stati Uniti dalla Metro Pictures Corporation, il film uscì nelle sale cinematografiche l'11 dicembre 1922 dopo essere stato presentato in prima a New York il 20 novembre 1922.
Non si conoscono copie ancora esistenti della pellicola che viene considerata presumibilmente perduta.